# Alan Šugar
Alan Majkl Šugar, Baron Šugar (rođen 24. mart 1947) britanski je tajkun, medijska ličnost, autor, političar i politički savetnik. Godine 1968. je ono što će kasnije postati njegovo najveće poslovno preduzeće, kompanija za potrošačku elektroniku Amstrad. Godine 2007. prodao je preostali udeo u kompaniji, sporazumom sa BSkyB za 125 miliona funti.
Šugar je bio predsednik i deonički vlasnik Totenhem hotspera od 1991. do 2001. godine, prodajući svoj preostali udeo u klubu takođe 2007. godine, za 25 miliona funti. On se pojavljuje u BBC TV seriji Šegrt, koja se emituje svake godine od 2005. godine.
Prema Sandej Tajmsovom spisku bogatih, Šugar je postao milijarder 2015. godine. Godine 2016. njegovo bogatstvo procenjeno je na 1,15 milijardi funti, svrstavajući ga kao 95. najbogatiju osobu u Velikoj Britaniji.

## Rani život
Šugar je rođen u Hekniju, Istočni London, u jevrejskoj porodici. Njegov otac Nejtan bio je krojač u industiji odeće Ist Enda. Njegovi baba i deda po majci rođeni su u Rusiji, a deda po ocu rođen je u Poljskoj. Šugarova baba po očevoj strani, Sara Šugar, rođena je u Londonu od poljskih roditelja.
Kad je Šugar bio mlad, njegova porodica je živela u državnom stanu. Zbog svoje bujne, kovrdžave kose, dobio je nadimak „Mop hed”, ime pod kojim je dan danas poznat. Pohađao je osnovnu školu Nortvold, a zatim Srednju školu Bruk haus u Aper Klaptonu, Hekni, i zarađivao dodatni novac radeći u piljarnici. Nakon napuštanja škole sa šesnaest godina, kratko je radio u državnoj službi kao statističar u Ministarstvu prosvete. On je počeo da prodaje radio antene za automobile i drugu električnu robu iz kombija koji je kupio za 50 funti i osigurao se za 8 funti. Da bi to sebi priuštio, potrošio je svu svoju ušteđevinu koja je bila oko svega 100 funti.

## Amstrad
Godine 1968, u svojoj 21 godini, Šugar je osnovao Amstrad sa ušteđevinom od 100 funti. Počeo je da prodaje radio antene za automobile i drugu električnu opremu iz kombija koji je kupio za 50 funti i osigurao za 8 funti.
Naziv kompanije nastao je od njegovih inicijala: Alan Mičel Sugar Trading. Počeo je kao generalni uvoznik/izvoznik i veleprodaja; do 1970. prvi proizvodni poduhvat je bio u toku. Postigao je niže proizvodne cene koristeći ubrizgavajuću plastiku za poklopce haj-faj gramofona, ozbiljno potkopavajući konkurente koji su koristili procese vakuumskog oblikovanja. Proizvodni kapaciteti su prošireni na proizvodnju audio pojačala i tjunera.
Godine 1980, Amstrad je uvršten na Londonsku berzu, a tokom 1980-ih Amstrad je svake godine udvostručivao svoj profit i tržišnu vrednost. Do 1984. godine, prepoznajući mogućnosti ere kućnih računara, Amstrad je lansirao 8-bitnu mašinu, Amstrad CPC 464. Iako su u CPC asortimanu bile atraktivne mašine, sa CP/M-sposobnošću i dobrim BASIC prevodiocem, morao je da se takmiči sa svojim večitim rivalima, grafički složenijim Commodore 64 i popularnim Sinclair ZX Spectrum, da se i ne pominje veoma sofisticirani BBC Micro. Uprkos tome, tri miliona jedinica je prodato širom sveta sa dugim proizvodnim vekom od osam godina. To je inspirisao istočnonemačku verziju sa Z80 kloniranim procesorima. Godine 1985, Šugar je napravio još jedan veliki proboj lansiranjem tekst procesora za Amstrad PCW 8256 koji je koštao preko 300 funti, ali je i dalje bio znatno jeftiniji od konkurentskih mašina (kao što je Apple Macintosh Plus, koji se prodavao po ceni od 2599 dolara). Godine 1986, Amstrad je kupio prava na liniju računarskih proizvoda Sinclair i proizveo još dva ZX Spectrum modela u sličnom stilu kao njihove CPC mašine. Takođe je razvio PC1512, PC kompatibilan računar, koji je postao prilično popularan u Evropi i bio je prvi u liniji Amstrad PC računara.
Godine 1988, Stjuart Alsop II izjavio je da su Šugar i Džek Tramel „dva vodeća zaraćena svetska preduzetnika“. Devedesete su bile teško vreme za kompaniju. Lansiranje niza poslovnih računara bilo je poremećeno nepouzdanim čvrstim diskovima (koje je isporučio Seagate), što je izazvalo visok nivo nezadovoljstva kupaca i narušilo reputaciju Amstrada na tržištu personalnih računara, od koje se nikada nije oporavio. Nakon toga, kompaniji Seagate je naloženo da plati Amstradu 153 miliona dolara odštete za izgubljeni prihod. Ovo je kasnije smanjeno za 22 miliona dolara u vansudskoj nagodbi. Početkom 1990-ih, Amstrad je počeo da se fokusira na prenosive računare, umesto desktop računara. Takođe, 1990. godine, Amstrad je ušao na tržište igara sa Amstrad GX4000, ali je to bio komercijalni neuspeh, uglavnom zato što je bio dostupan samo loš izbor igara. Pored toga, odmah su ga nadmašile japanske konzole: Mega Drive i Super NES, koje su obe imale mnogo sveobuhvatniji izbor igara. Godine 1993, Amstrad je plasirao na tržište PenPad, PDA, i kupio Betacom i Viglen  kako bi se više fokusirao na telekomunikacije nego na računare. Amstrad je objavio prvi od svojih kombinovanih uređaja za telefoniju i e-poštu, nazvan e-m@iler, a zatim e-m@ilerplus 2002. godine, od kojih nijedan nije prodat u velikom broju.
Dana 31. jula 2007, objavljeno je da je emiter BSkyB pristao da kupi Amstrad za oko 125 miliona funti. U trenutku preuzimanja, Šugar je prokomentarisao da je želeo da učestvuje u poslu, rekavši: „Ove godine punim 60 godina i 40 godina sam se bavio poslom, ali sada moram da počnem da razmišljam o svom timu lojalnog osoblja, od kojih su mnogi uz mene dugi niz godina“. Dana 2. jula 2008, objavljeno je da Šugar napušta Amstrad kao predsedavajući, kako bi se fokusirao na svoje druge poslovne interese.

## Lični život
Šugar je ateista, ali ostaje ponosan na svoje jevrejsko poreklo. Šugar i njegova supruga An (devojački Simons), biviša frizerka, uzeli su se 28. aprila 1968 u Grejt Portland stritu, London. Oni imaju dva sina i ćerku. Par je živi u Čingvelu, Eseks. Šugar poseduje Cirus SR22 četvorosedni avion. Tokom jednog pokušaja sletanja na travnati aerodrom, Gradski aerodrom Mančester, dana 5. jula 2008, Šugar je premašio pistu nakon sletanja usled loših vremenskih prilika i vlažnih uslova na pisti. Nije bilo povređenih, iako je avion lagano oštećen i usled toga prizemljen.

## Literatura
- David Thomas, "Alan Sugar – the Amstrad Story" (1991), paperback  978-0-330-31900-3..
- Alan Sugar, "The Apprentice: How to get hired not fired"
- Alan Sugar, "What You See Is What You Get: My Autobiography" (2010), hardback  978-0-230-74933-7..

## Spoljašnje veze
- Alan Sugar na sajtu  (jezik: engleski)